# Опит за преврат в България (1935)
Опитът за преврат в България през есента на 1935 година е заговор за смяна на властта чрез проюгославски преврат от група действащи и запасни офицери, начело с Дамян Велчев.

## Политически контекст
В началото на 30-те години в офицерските среди нарастват настроенията срещу многопартийната демокрация. Влиятелният Военен съюз, ръководен от Пенчо Златев и Дамян Велчев, се сближава с радикалната организация „Звено“ и, заедно с нея, организира Деветнадесетомайския преврат през 1934 г., опитвайки се цялостно да трансформира обществения ред в страната и да установи тоталитарен режим. В България по това време набира инерция идеята за интегрална Югославия.
В страната е отпразнуван денят на създаване на Югославия, забранени са траурните шествия срещу Ньойския договор. Паметникът на Тодор Александров е премахнат. Пратеници на Югославия открито говорят за създаване на една голяма държава от Черно море до Адриатика. На 27 септември 1934 година на посещение в България пристига Александър I Караджорджевич. Гарант на сигурността му в София са звенарите около Дамян Велчев. Караджорджевич се държи надменно и отказва да обсъжда Македонския въпрос в София. На 9 октомври в Марсилия кралят е покосен от изстрелите на Владо Черноземски. В София официалните власти обявяват тридневен траур. В деня на погребението българските офицери са задължени да сложат черни ленти на ръкавите си.
На този фон действията на Борис III за разцепване на деветнадесетомайците се активизират, като постепенно той овладява Военния съюз. На 22 януари 1935 година членове на Военния съюз посещават Кимон Георгиев в дома му и изискват той да подаде оставката на воденото от него правителство. Постът на министър-председател е поет от ръководителя на Военния съюз – генерал Пенчо Златев. През месец април 1935 година Кимон Георгиев е интерниран на остров Света Анастасия. Дамян Велчев и „Звено“ са изолирани от управлението, а цар Борис III използва отслабването на военните и отстранява Военния съюз, като съставя нов кабинет, начело с цивилния Андрей Тошев.
Част от ръководството на Военния съюз се противопоставя на това развитие и планира извършването на нов проюгославски преврат на 28 април, но акцията е отменена, поради вътрешни разногласия. На 3 май е проведен конгрес на Военния съюз, който декларира лоялност към царя и приема да подкрепя новото правителство, доколкото то се придържа към идеите на Деветнадесетомайския преврат. В началото на юни политическият секретар на съюза Виктор Найденов умира от внезапно и бързо развило се заболяване. Според Дамян Велчев, той свързва заболяването си с посещение при княз Кирил Преславски. В резултат Велчев преминава в нелегалност, а след това заминава за Югославия, опасявайки се за живота си.
На 18 юли 1935 година политически секретар на Военния съюз става Владимир Заимов, но в края на месеца най-активните участници в съюза са уволнени от армията. През следващите седмици Заимов активно контактува с различни политически кръгове, опитвайки се да намери подкрепа за ново правителство, което да бъде оглавено от Георги Кьосеиванов. Дейците на всички забранени след преврата партии са настроени срещу кабинета на Андрей Тошев и подготвяната от него нова конституция в авторитарен дух.
В резултат проюгославските кръгове отново се активизират. В периода юни 1935 – май 1936, за военен аташе в югославската легация София е назначен Дража Михайлович, който изключително активно работи с българската опозиция в лицето на различните фракции на БЗНС за присъединяване на България към Югославия под управлението на династията Караджорджевич.

## Опит за преврат
В Югославия запасният полковник Дамян Велчев установява тесен контакт с военното разузнаване на кралството. Не след дълго той става главна фигура в замислен от Белград и подкрепян от Париж и Лондон преврат. В края на август 1935 година той се среща с Коста Тодоров с когото обсъждат преврата, който трябва да бъде воден от самия Велчев с помощта на земеделците, звенарите и Военния съюз. В края на септември умира генерал Христо Данчев, който в отсъствието на Дамян Велчев е оглавявал радикалната група във Военния съюз. Нейните членове, начело с майор Кирил Станчев, решават да върнат в страната Велчев, който да поеме нещата в свои ръце. На 1 октомври той преминава нелегално границата със съдействието на югославски и български офицери, но това става известно на властите и Дамян Велчев е арестуван рано на следващата сутрин. Официална София протестира и югославския военен аташе Дража Михайлович е отзован от България за ролята му в опита за преврат.

## Разследване и съдебен процес
Веднага след ареста на Дамян Велчев в страната е въведено военно положение. Правителството представя инцидента като добре организиран опит за преврат, арестувани са както близки до радикалното крило на Военния съюз офицери, така и повечето ръководители на „Звено“, БЗНС - Пладне, БЗНС „Врабча 1“, ВМРО (протогеровисти) – според различни сведения между 200 и 400 души. През следващите седмици повечето от тях са освободени, но някои са интернирани в провинцията. От армията са уволнени десетки офицери, сред които генерал Владимир Заимов, 14 полковници и 25 подполковници.
Съдебният процес за опита за преврат започва през ноември, като обвиняеми са 27 души – Дамян Велчев, офицери, като Владимир Заимов и Кирил Станчев, и лидери на „Звено“, като Петър Тодоров и Васил Каракулаков. Защитник на Велчев е комунистът Анто Бояджиев, а след отстраняването му от съда – Върбан Ангелов, също комунист. Показанията на обвиняемите и свидетелите по време на процеса разкриват цялата схема на преврата. Делото предизвиква широк отзвук в страната, а и в чужбина – за обвиняемите публично се застъпват френски и британски политици.
Процесът завършва на 22 февруари 1936 година, като 20 от обвиняемите са признати за виновни, а 7 са оправдани. Дамян Велчев и Кирил Станчев получават смъртни присъди, но са помилвани от цар Борис III и присъдата им е заменена с доживотен затвор.
Извън основния процес за преврата, съдебни и административни мерки са предприети и срещу други активисти на Военния съюз и заподозрени в симпатии към заговора политици – мнозина са арестувани за кратко, като част от тях са интернирани в провинцията. През март 1936 година водачите на Военния съюз Крум Колев и Радослав Календеров също получават смъртни присъди, заменени с доживотен затвор.